# Аура Діон
Марія Луїза Йонсен (більш відома як Аура Діон, нар. 21 січня 1985, Копенгаген, Данія) — данська співачка та автор пісень фарерською, іспанською та французькою мовами.
У 2008 році вона видала свій дебютний альбом «Columbine», який було продано накладом у 20 тис. копій у Данії та  100 тис. за її межами. Альбом породив хіт-сингл «I Will Love You Monday (365)», який зайняв перше місце в Німеччині, і став платиновим.

## Біографія

### Юні роки (1985—2006)
Аура Діон народилася в Нью-Йорку в сім'ї фареро-французької матері та іспано-данського батька. Вони познайомили її з музикою у віці 8 років, і в цьому ж віці була написана її перша пісня. Її батьки хіппі.
У 7 років переїхала в Борнхольм. Там вона почала вчитися, але згодом Аура переїхала в Австралію, де вона шукала натхнення для своєї музики з аборигенів. Про це вона виконувала у пісні «Something From Nothing».

## Кар'єра

### Альбом «Columbine» і міжнародне визнання (2007—2010)
Діон дебютувала літом 2007 року із синглом «Something From Nothing», але успіху досягла треком «Song for Sophie». Обидва треки з альбому «Columbine», який був виданий у 2008 році. Сингл «I Will Love You Monday» став хітом № 1 в Європі, де він був виданий в розширеній версії під назвою «I Will Love You Monday (365)».

### Альбом «Before the Dinosaurs» (2011—наш час)
Аура видала свій другий міжнародний студійний альбом «Before the Dinosaurs» 4 листопада 2011 року. Перший сингл «Geronimo» був спродюсований Девідом Йостом і зайняв перше місце в офіційному чарті «German Media Control Charts».
В тому ж році Діон виграла премію «European Border Breakers Award» в номінації «Міжнародний прорив».

## Дискографія

### Альбоми
| Назва                | Деталі                                                              | Позиції в чартах | Позиції в чартах | Позиції в чартах | Позиції в чартах | Сертифікації  | Продаж                        |
| Назва                | Деталі                                                              | AUT              | DEN              | GER              | SWI              | Сертифікації  | Продаж                        |
| -------------------- | ------------------------------------------------------------------- | ---------------- | ---------------- | ---------------- | ---------------- | ------------- | ----------------------------- |
| Columbine            | - Виданий: 28 січня 2008 - Лейбли: Music for Dreams, Island Records | 31               | 3                | 44               | 30               | - DEN: Золото | - Світ: 100,000 - DEN: 20,000 |
| Before the Dinosaurs | - Виданий: 4 листопада 2011 - Лейбли: Island, Universal             | 30               | 11               | 14               | 36               |               |                               |